# Rożdiestwienka (rejon dalnierieczeński)
Rożdiestwienka (ros. Рождественка) – wieś w Rosji, w Kraju Nadmorskim, w rejonie dalnierieczeńskim. W 2010 liczyła 709 mieszkańców.